# Ion Drîmbă
Ionel Alexandru Drîmbă –conocido como Ion Drîmbă– (18 de marzo de 1942-20 de febrero de 2006) fue un deportista rumano que compitió en esgrima, especialista en la modalidad de florete.
Participó en tres Juegos Olímpicos de Verano entre los años 1960 y 1968, obteniendo una medalla de oro en México 1968 en la prueba individual. Ganó dos medallas en el Campeonato Mundial de Esgrima en los años 1967 y 1969.

## Palmarés internacional
| Juegos Olímpicos   | Juegos Olímpicos          | Juegos Olímpicos  | Juegos Olímpicos    |
| Año                | Lugar                     | Medalla           | Prueba              |
| ------------------ | ------------------------- | ----------------- | ------------------- |
| 1968               | Ciudad de México (México) | Medalla de oro    | Florete individual  |
| Campeonato Mundial |                           |                   |                     |
| Año                | Lugar                     | Medalla           | Prueba              |
| 1967               | Montreal (Canadá)         | Medalla de oro    | Florete por equipos |
| 1969               | La Habana (Cuba)          | Medalla de bronce | Florete por equipos |